# Invasió francesa de Venècia

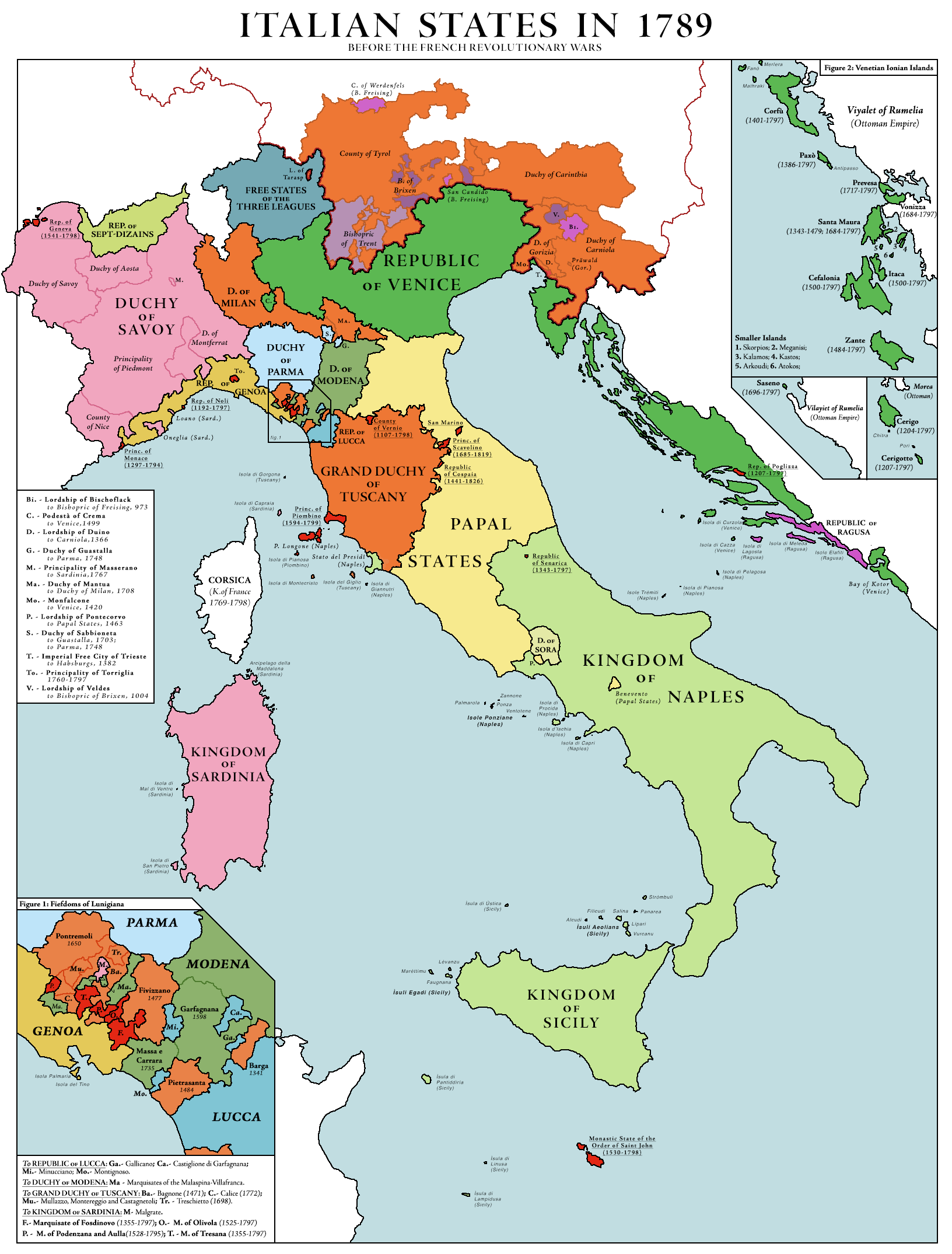
Els estats de la Península Italiana el 1789. Els territoris de la República de Venècia estan mostrats en verd, tant els de la Itàlia continental (Terraferma), com les possessions d'ultramar (Dalmàcia Veneciana i les Illes venecianes de Ionia)

La invasió francesa de Venècia compren una sèrie d'esdeveniments del 1797 que van conduir a la dissolució i desmembrament de la República de Venècia a mans de Napoleó Bonaparte i l'Imperi Habsburg d'Àustria.

## Antecedents

El jove general francès i futur regent de França, Napoleó Bonaparte per Antoine Jean Gros (1796)

La caiguda de l'antiga República de Venècia va ser el resultat d'una seqüència d'esdeveniments que van seguir la Revolució Francesa (Caiguda de la Bastilla, 14 de juliol de 1789) i les successives Guerres Revolucionàries Franceses que va conduir a la Primera República Francesa a lluitar contra els poders monàrquics d'Europa, aliats en la Primera Coalició (1792). Particularment, amb l'execució de Lluis XVI de França el 21 de gener de 1793, es va estimular les monarquies d'Europa a una causa comuna contra la França revolucionària.
El pretendent al tron francès, Louis Stanislas Xavier (el futur Lluis XVIII), va passar un període el 1794 a Verona, com a convidat de la República Veneciana. Això va provocar protestes fortes dels representants francesos, de manera que el dret d'asil de Lluis va ser revocat, i es va veure obligat a partir de Verona el 21 d'abril. Com a signe de protesta, el príncep francès va exigir que el seu nom fos eliminat del llibre d'or de la noblesa veneciana, i que li retornessin l'armadura d'Enric IV de França, que es conservava a Venècia. El comportament del govern venecià també va provocar el descontentament i la censura dels altres tribunals europeus.
El 1795, amb la Constitució de l'Any III, França va posar fi a les turbulències del Regne del Terror i va instal·lar el règim més conservador del Directori. El 1796, el Directori va ordenar el llançament d'una gran ofensiva doble contra la Primera Coalició: un atac principal a l'oest sobre el Rin (sota Jean-Baptiste Jourdan i Jean Victor Marie Moreau) als estats alemanys del Sacre Imperi Romanogermànic, i un atac de distracció contra els austríacs i els seus aliats al sud, al nord d'Itàlia. La direcció de la campanya italiana es va oferir al jove general Napoleó Bonaparte, que l'abril de 1796 i amb 27 anys, va creuar els Alps amb 45.000 homes per lluitar contra els austríacs i el Regne de Sardenya.
A la Campanya de Montenotte, Napoleó va aconseguir derrocar a les forces de Sardenya de la guerra, i després es va traslladar al Ducat de Milà, controlat per les forces dels Habsburgs. El 9 de maig, l'arxiduc Ferran, governador austríac de Milà, es va retirar amb la seva família a Bèrgam, a territori venecià. Sis dies després, de guanyar la batalla de Lodi, Napoleó va entrar a Milà i va forçar al rei Víctor Amadeu III de Sardenya a signar un humiliant Tractat de París, mentre que les forces dels Habsburgs es van retirar per defensar el Bisbat de Trent. El 17 de maig, el Ducat de Mòdena també buscaria un armistici amb els francesos.
Durant el transcurs d'aquest conflicte, la República de Venècia va seguir la seva tradicional política de neutralitat, però les seves possessions al nord d'Itàlia (el Domini di Terraferma) es trobaven ara en el camí directe de l'avanç de l'exèrcit francès cap a Viena. Com a conseqüència, el 20 de maig, els francesos van denunciar l'acord d'armistici i van reprendre les hostilitats.

## Ocupació de la Terraferma

### Arribada dels francesos a la Llombardia veneciana

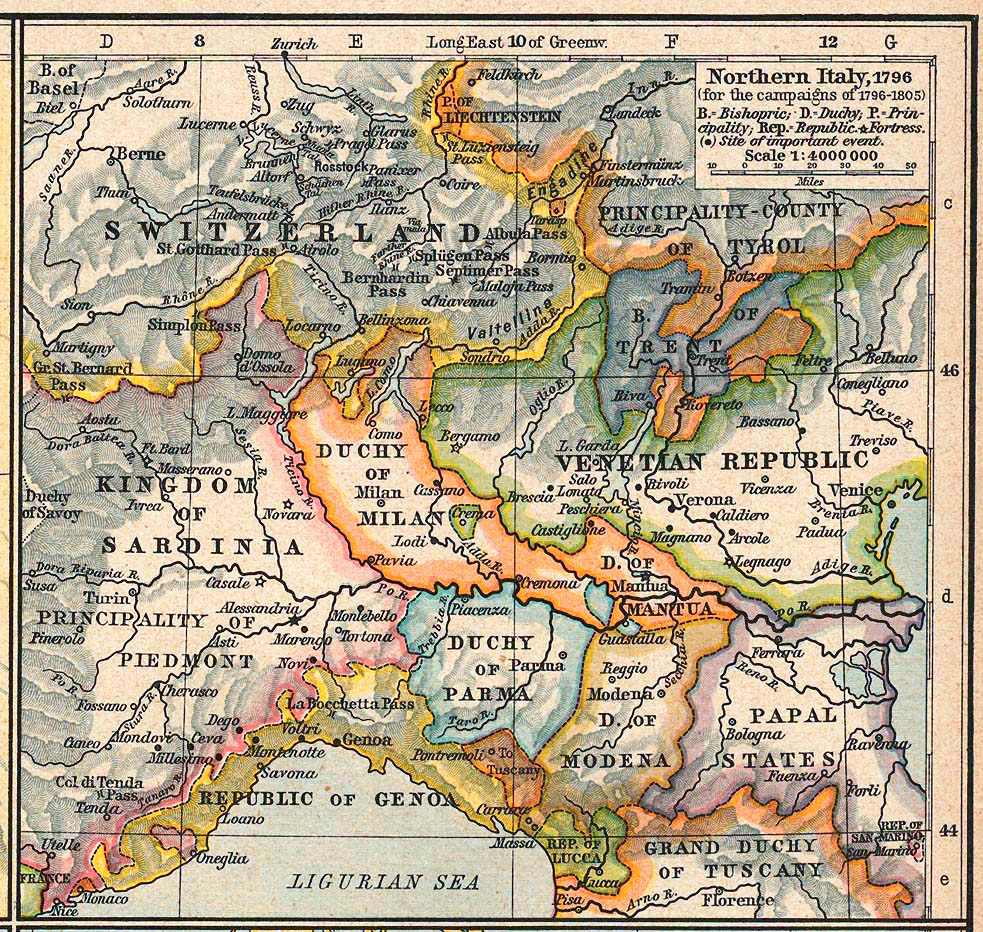
Mapa del nord d'Itàlia el 1796

Amb l'apropament de l'exèrcit francès, el 12 de maig de 1796, el Senat venecià havia creat un governador provisional per a la Terraferma, amb la tasca de supervisar tots els magistrats en els seus territoris continentals (els reggimenti). No obstant, el mal estat de les defenses venecianes era evident: faltaven armes, i les fortificacions estaven en mal estat. La Llombardia veneciana aviat va ser envaïda per masses de refugiats que fugien de la guerra, a les quals van seguir destacaments de les tropes austríaques, amb infiltracions de contingents francesos. Amb gran dificultat les autoritats venecianes van aconseguir evitar primerament els austríacs del general Kerpen, i després les forces franceses de Berthier, de passar per Crema. El mateix Napoleó va arribar finalment a la ciutat, presentant una proposta d'aliança amb Venècia, que no va donar cap resposta. Davant el mal estat de les defenses, tant el govern venecià com les autoritats de la Terraferma van posar només una feble resistència al creuament del territori venecià per part dels austríacs que es van retirar. Tanmateix, van rebutjar fermament les peticions de l'ambaixador dels Habsburgs de proporcionar, fins i tot en secret, d'aliments i subministraments a les forces austríaques.
La situació era crítica per la República Veneciana: no solament a Llombardia, sinó que fins i tot Veneto estava amenaçada d'invasió. Primer, el comandant en cap austríac, Jean-Pierre de Beaulieu, va prendre Peschiera del Garda, i després, el 29 de maig, la divisió francesa d'Augereau va entrar a Desenzano del Garda. La nit del 29/30 de maig, Napoleó va travessar el riu Mincio, obligant els austríacs a retirar-se al Tirol. A les queixes dels venecians, que a través del provveditore generale Foscarini van protestar contra el dany infligit per les tropes franceses durant el seu avanç, Napoleó va respondre amenaçant de passar Verona per les armes i de marxar sobre Venècia, afirmant que la República s'havia mostrat favorable als enemics de França per no declarar la guerra després dels esdeveniments de Peschiera, i acollir el pretendent francès Louis.

### Apertura dels territoris venecians a les tropes de Napoleó

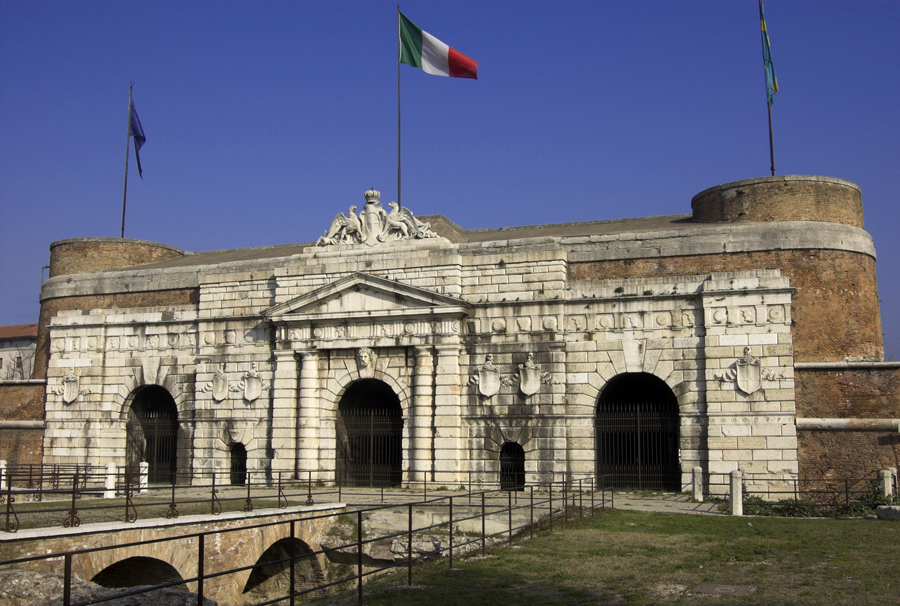
La Porta Nuova de Verona, va obrir les portes a les tropes de Napoleó l'1 de juny de 1796

L'1 de juny, Foscarini, en un esforç per no provocar més a Napoleó, va acordar l'entrada de tropes franceses a Verona. Els territoris venecians es van convertir oficialment en un camp de batalla entre els dos contrincants. Entre tant, a moltes ciutats l'ocupació francesa es va crear una difícil convivència entre les tropes franceses, l'exèrcit venecià i els habitants locals.
Davant una amenaça imminent, el Senat va ordenar la retirada de la flota veneciana, la lleva de la milícia cernida a Istria i la creació d'un governador provisional per a la llacuna veneciana i Lido a fi d'assegurar la defensa del dogado, el nucli de l'estat venecià. Es van plantejar nous impostos i es van demanar contribucions voluntàries per a la rearmament de l'estat. Finalment, es va ordenar a l'ambaixador de la República a París protestés al Directori per la violació de la seva neutralitat. Al mateix temps, els diplomàtics venecians de Viena van recordar a les forces dels Habsburgs que "portessin la guerra a la Terraferma".
El 5 de juny, els representants del Regne de Nàpols van signar un armistici amb Napoleó. El 10 de juny, l'hereu del Ducat de Parma, Lluís de Borbó i dos dies després, Napoleó va envair la Romagna, que pertanyia als Estats Pontificis. El 23 de juny, el Papa va haver d'acceptar l'ocupació francesa de les Legacions del nord, permetent als francesos ocupar la ciutat portuària d'Ancona a la mar Adriàtica.
L'aparició dels vaixells de guerra francesos a l'Adriàtic va portar a Venècia a renovar l'antic decret que prohibia l'entrada de flotes estrangeres a la llacuna veneciana, de la qual cosa en va informar a París. Les flotilles i les fortificacions es van establir al llarg de les costes de la llacuna amb el continent, així com als canals, per bloquejar l'accés tant des de la terra com des del mar.
Venècia semblava haver perdut per sempre la Terraferma, com en èpoques passades, durant la Guerra de la Lliga de Cambrai. El govern va acordar mobilitzar les seves forces per evitar aquest resultat; sota les exhortacions de Nani, el govern venecià es va disposar a ordenar una mobilització i donar comandament de les seves forces terrestres a Guillem de Nassau. En l'últim moment es va aturar davant l'oposició conjunta dels austríacs i els francesos.
Cap a mitjans de juliol, les tropes franceses es van acostar a les ciutats de Crema, Brescia i Bèrgam per permetre la separació de les forces franceses i austríaques, que mentrestant havien acordat una treva. Al mateix temps, es van iniciar esforços diplomàtics per induir a Venècia a abandonar la seva neutralitat i entrar en una aliança conjunta amb França i amb l'Imperi otomà contra Rússia. No obstant això, les notícies dels preparatius del general Dagobert Sigmund von Wurmser per una contraofensiva austríaca al Tirol, van portar a la República a rebutjar oficialment les propostes franceses amb una carta del Dux el 22 de juliol. Mentrestant, un proveedditore extraordinari, Francesco Battagia, havia estat designat per unir-se, i en la pràctica substituir, el proveveditore generale Foscarini. A Venècia, patrulles nocturnes compostes per comerciants i periodistes, i comandats per dos patricis i dos burgesos (cittadini), per mantenir l'ordre i la seguretat. També a Bèrgam, es van reclutar silenciosament tropes a les valls veïnes, amb la intenció d'evitar conflictes amb els ocupants francesos, però només per "frenar el fervor de la població, sense degradar-lo", tal com ho van fer els magistrats d' Inquisitori di Stato. El 31 de juliol, per la seva banda, Napoleó va ocupar el castell de Brescia.

### Fracàs de l'ofensiva austríaca

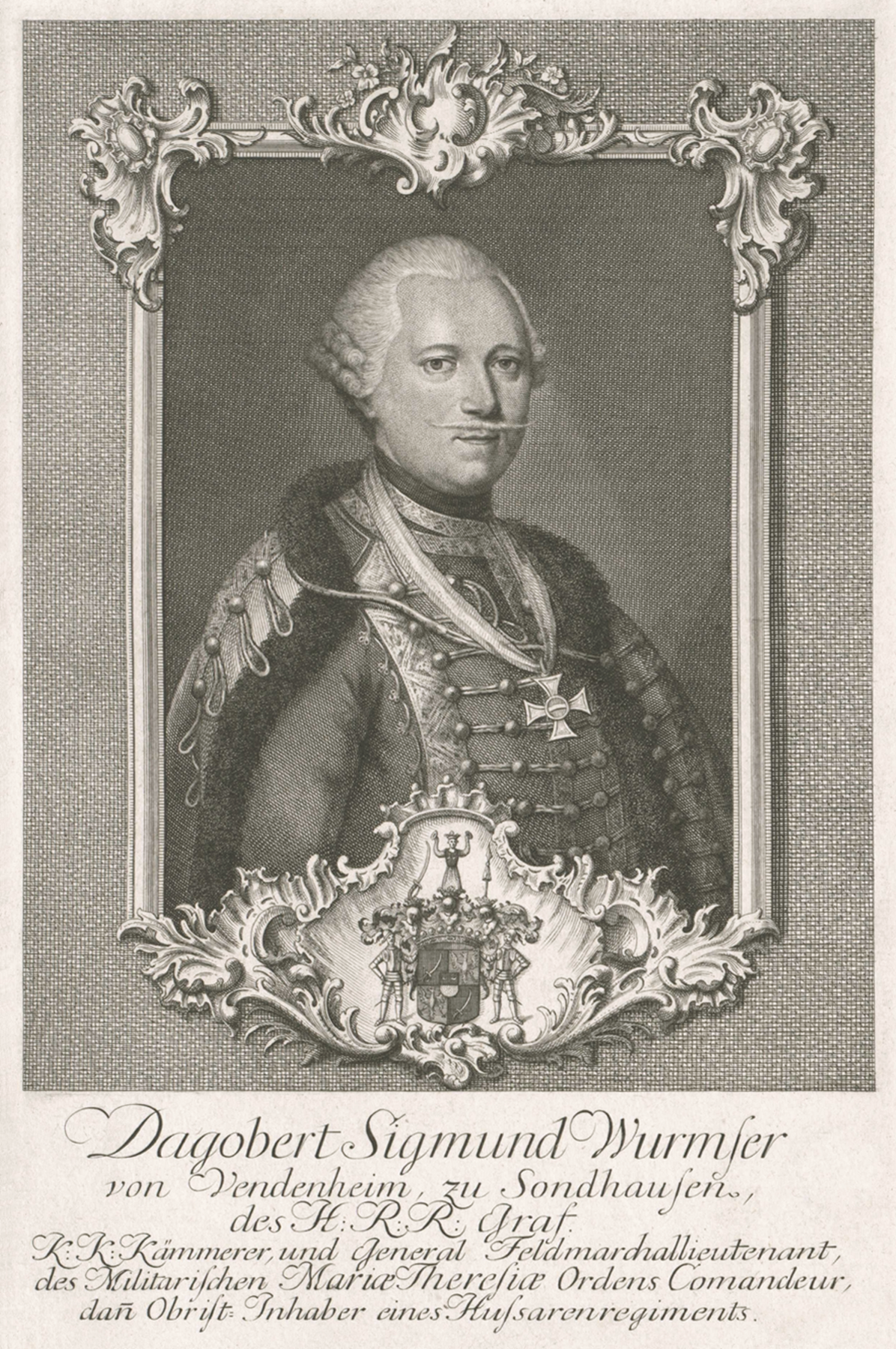
El comandament austriac Dagobert Sigmund von Wurmser

El 29 de juliol, els austríacs amb el comandant Wurmser van començar la seva contraofensiva, baixant del Tirol en un avanç de flancs al llarg de les costes del llac de Garda i el curs del riu Brenta, passant pel territori venecià i mantuà. Les dues columnes austríaques van ser detingudes a Lonato del Garda el 3 d'agost i Castiglione delle Stiviere el 5 d'agost respectivament. Derrotat, Wurmser es va veure obligat a tornar a Trento. Després de reorganitzar les seves tropes, Wurmser va tornar a l'atac, avançant al llarg del Adige. No obstant, el 8 de setembre, a la batalla de Bassano, els austríacs van ser derrotats sense pal·liatius i forçats a una precipitada retirada cap a Màntua, abandonant la seva artilleria i provisions.
Com a resultat, durant la tardor i l'hivern, els francesos van consolidar la seva presència a Itàlia, de manera que els dies 15/16 d'octubre van fundar la República Cispadane i la República Transpadana com a estats clients del francesos. Al mateix temps, a la Terraferma, els soldats francesos van prendre progressivament el sistema defensiu venecià assumint el control sobre ciutats i fortaleses. Mentre que el govern venecià continuava instruint als seus magistrats, situats al capdavant dels diversos reggimenti, per proporcionar la màxima col·laboració i evitar donar lloc a qualsevol excusa per a un conflicte, els francesos van començar a donar suport cada cop més a les activitats revolucionàries i jacobines locals.

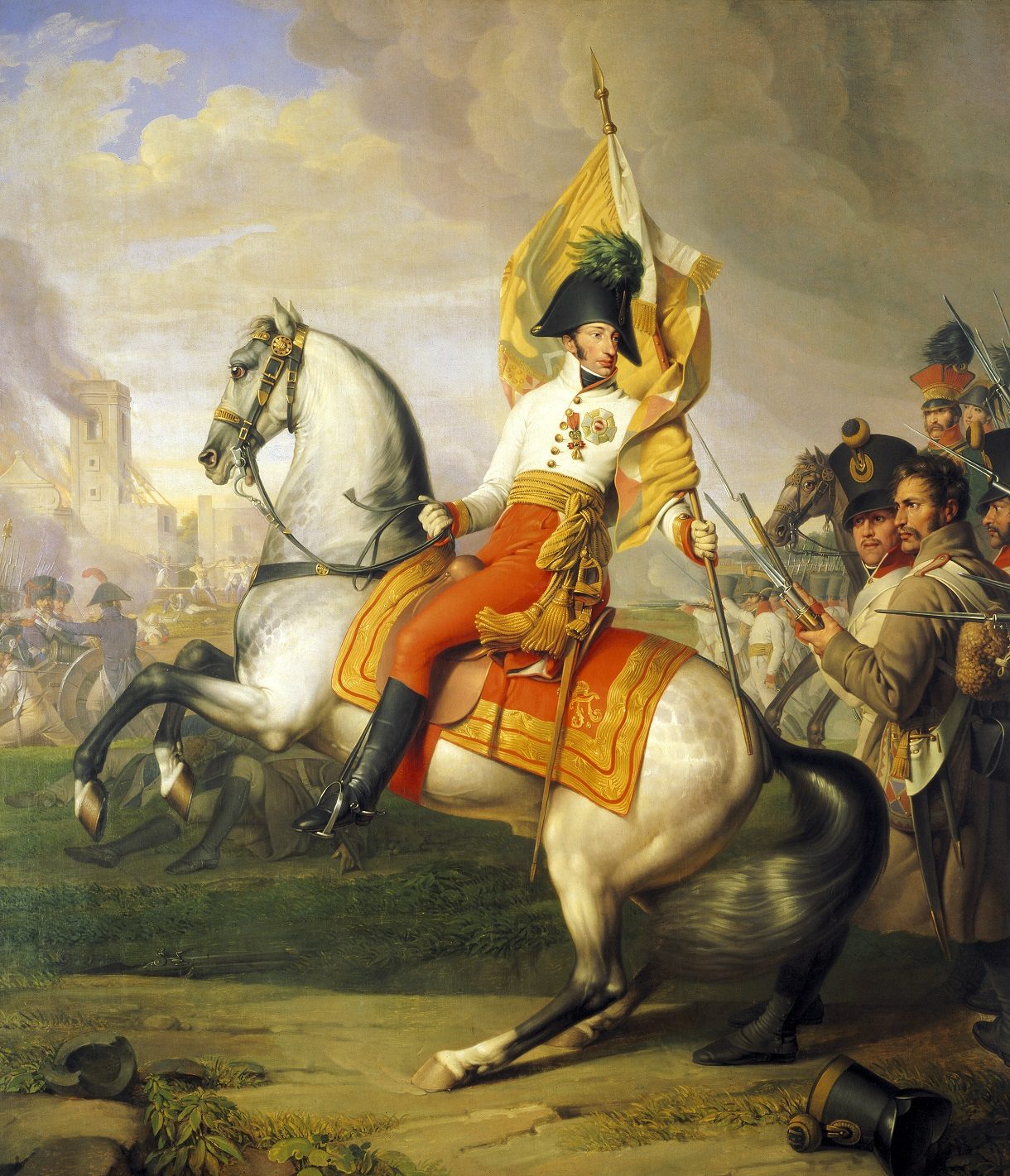
L'Archiduc Carles, pintat en temps de les Guerres Napoleòniques

El 29 d'octubre, els austríacs, reunits a Friuli veneciana, van intentar una nova ofensiva, sota József Alvinczi, travessant el Tagliamento, passant el Piave el 2 de novembre, i arribant a Brenta el 4 de novembre. Els austríacs van empènyer els francesos a la Segona Batalla de Bassano el 6 de novembre, i van entrar a Vicenza. No obstant això, les batalles de Caldiero (12 de novembre) i sobretot Arcole (15-17 de novembre) van bloquejar l'avanç austríac. Finalment, en la batalla de Rivoli del 14 i 15 de gener de 1797, Napoleó va derrotar decisivament a Alvinczi i va restaurar la supremacia francesa.

### Revolta de Bergam i Brescia

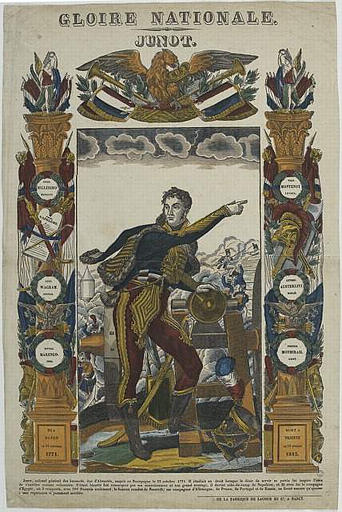
El general Junot, comandant de les forces franceses del Veneto

Amb la captura de Mantua el 2 de març de 1797, els francesos van eliminar l'últim bastió de la resistència dels Habsburg a Itàlia. Les forces franceses van començar a promoure obertament la "democratització" de Bèrgam, que, sota la pressió del general Louis Baraguey d'Hilliers, es va alçar contra la ciutat de Venècia el 13 de març, establint la República de Bèrgam. Tres dies més tard, el provveditore extraordinari Francesco Battagia, en un esforç per restablir l'ordre, va emetre una amnistia general per qualsevol acte que pertorbés l'ordre públic. No obstant això, Battagia va témer la pèrdua de Brescia, la ciutat on residia, i a la qual també estaven marxant els revolucionaris bergamesos.
El 16 de març, a la batalla de Valvasone, Napoleó va derrotar a l'arxiduc Carles, i així va obrir la via lliure cap a Àustria. L'endemà, el Senat venecià va emetre edictes de gratitud als pobles i fortaleses que es mantenien fidels a la República. Per primera vegada els va ordenar prendre mesures defensives. En aquest sentit, els va ordenar la fortificació de la Llacuna de Venècia, l'establiment de patrulles armades al Dogat, i la retirada d'unitats navals estacionades a Istria. L'Arsenal de Venècia, el cor militar de l'estat, va ordenar augmentar la seva producció, i les tropes van ser enviades des de les possessions d'ultramar del Stato da Mar fins a la Terraferma. El 19 de març, l'Inquisitori di Stato va informar al Senat sobre les condicions dels reggimenti. Per a Bèrgam, que estava en rebel·lió, no hi havia informació disponible, i els inquisidors esperaven notícies de les fortaleses i pobles veïns. La situació a Brescia encara estava tranquil·la i sota el control de Battagia, així com Crema, on recomanaven el reforç de la guarnició. A Verona es va imposar un estat d'ànim anti-francès, mentre que Pàdua i Treviso estaven tranquils, tot i que les autoritats venecianes mantenien la vigilància prèvia en cas de problemes dels estudiants de la Universitat de Pàdua.
En realitat, els inquisidors no sabien que a Brescia el dia anterior (18 de març), un grup de notables, que volien alliberar-se del govern venecià, havien iniciat una revolta. Enmig de la indiferència general, només podien comptar amb el suport dels bergamesos, i els francesos, que controlaven la ciutadella de la ciutat. No obstant això, Battagia, per no posar en perill la població, que encara era pro-veneciana, va decidir abandonar la ciutat amb les seves tropes. Les notícies d'aquests fets van arribar a Venècia el 20 de març, després que Battagia arribés a Verona. El govern venecià sortiria a les notícies: una carta ducal va ser enviada a tots els reggimenti que ordenaven la preparació de la "defensa absoluta" i exigien novament els seus juraments d'adscripció a la República. El 21 de març, mentre que Bonaparte va entrar a Gradisca, prenent el control de Tarvisio i l'entrada de les valls cap a Àustria, va arribar la primera resposta: Tarviso es va proclamar plenament fidel a Venècia.
L'endemà, va venir d'Udine una carta dels ambaixadors venecians enviats a tractar amb Napoleó, que informava al govern venecià d'una actitud cada cop més evasiva i sospitosa del general francès. A canvi, el govern va considerar necessari informar als principals magistrats de la Terraferma, que s'havien reunit a Verona, per operar amb la major seriositat vers els francesos: substituir essencialment el concepte de "defensa absoluta" amb la vaga esperança de no donar peu a Napoleó per entrar en un conflicte obert amb Venècia. El 24 de març, no obstant això, van arribar les noves promeses d'adscripció dels ciutadans de Vicenza i Pàdua, i poc després seguits per Verona, Bassano, Rovigo i les altres poblacions, una rere l'altra. Nombroses delegacions van arribar, fins i tot de les valls de Bèrgam, disposades a aixecar-se contra els francesos.
El 25 de març, però, els revolucionaris llombards van ocupar Salò, seguits el 27 de març per Crema, on l'endemà van proclamar la República de Crema. La intervenció francesa es va fer cada vegada més forta, amb la cavalleria francesa emprada per suprimir la resistència de Crema i, després, el 31 de març, amb l'artilleria francesa bombardejant Salò, que s'havia rebel·lat contra els jacobins.

### Contraofensiva anti-jacobina de Venècia
Tots aquests fets van induir finalment els magistrats venecians de la Terraferma a autoritzar la mobilització parcial de la cernide, i la preparació per a la defensa de Verona, principal fortalesa militar. Els ocupants francesos es van veure obligats inicialment a mantenir les aparences i van consentir no interferir amb les forces venecianes que pretenien reprendre el control de les ciutats de la Llombardia veneciana. Així ho confirma l'acord, signat l'1 d'abril, amb el qual Venècia va acordar pagar un milió de lliures al mes a Napoleó, per finançar la seva campanya contra Àustria. D'aquesta manera, la República esperava accelerar la ràpida conclusió d'aquest conflicte, amb la seva sortida conseqüent de les tropes d'ocupació franceses i assegurar una certa llibertat d'acció contra els revolucionaris llombards.
Davant la propagació dels aixecaments populars a favor de Venècia, i el ràpid avanç de les forces venecianes, els francesos van ser forçats finalment a ajudar els jacobins llombards, revelant les seves veritables intencions. El 6 d'abril, un exèrcit de cavalleria veneciana va ser arrestat per traïció pels francesos i el van portar a Brescia. El 8 d'abril es va informar al Senat dels atacs realitzats pels revolucionaris de Brescia, vestits amb uniformes francesos fins a les portes de Legnano. L'endemà, una proclama va anomenar la població de la Terraferma per abandonar Venècia, que fins aleshores havia estat preocupada només per la seguretat de la seva pròpia capital. Al mateix temps, el general francès Jean-Andoche Junot va rebre de Napoleó una carta en què aquest últim es queixava sobre l'aixecament general antifrancès de la Terraferma. El 10 d'abril, després que els francesos capturessin un vaixell venecià carregat d'armes al llac de Garda, van acusar Venècia de trencar la seva neutralitat al instigar revoltes antijacobines entre els habitants de les valls de Brescia i Bèrgam. El general Sextius Alexandre François de Miollis va denunciar els atacs soferts per un batalló de voluntaris polonesos que havien intervingut en un dels enfrontaments. El 12 d'abril, a causa de la presència cada vegada més freqüent dels vaixells de guerra francesos, els venecians van ordenar a tots els seus ports mantenir la màxima vigilància.
El 15 d'abril, finalment, l'ambaixador de Napoleó a Venècia va informar a la Signoria de Venècia sobre la intenció francesa de recolzar i promoure les revoltes contra el "govern tirànic" de la República. La Signoria va respondre emetent una proclama demanant a totes les seves poblacions que es mantinguessin tranquil·les i que respectessin la neutralitat de l'estat.

### Els "Preliminars de Leoben" i la "Setmana Santa Verónica"

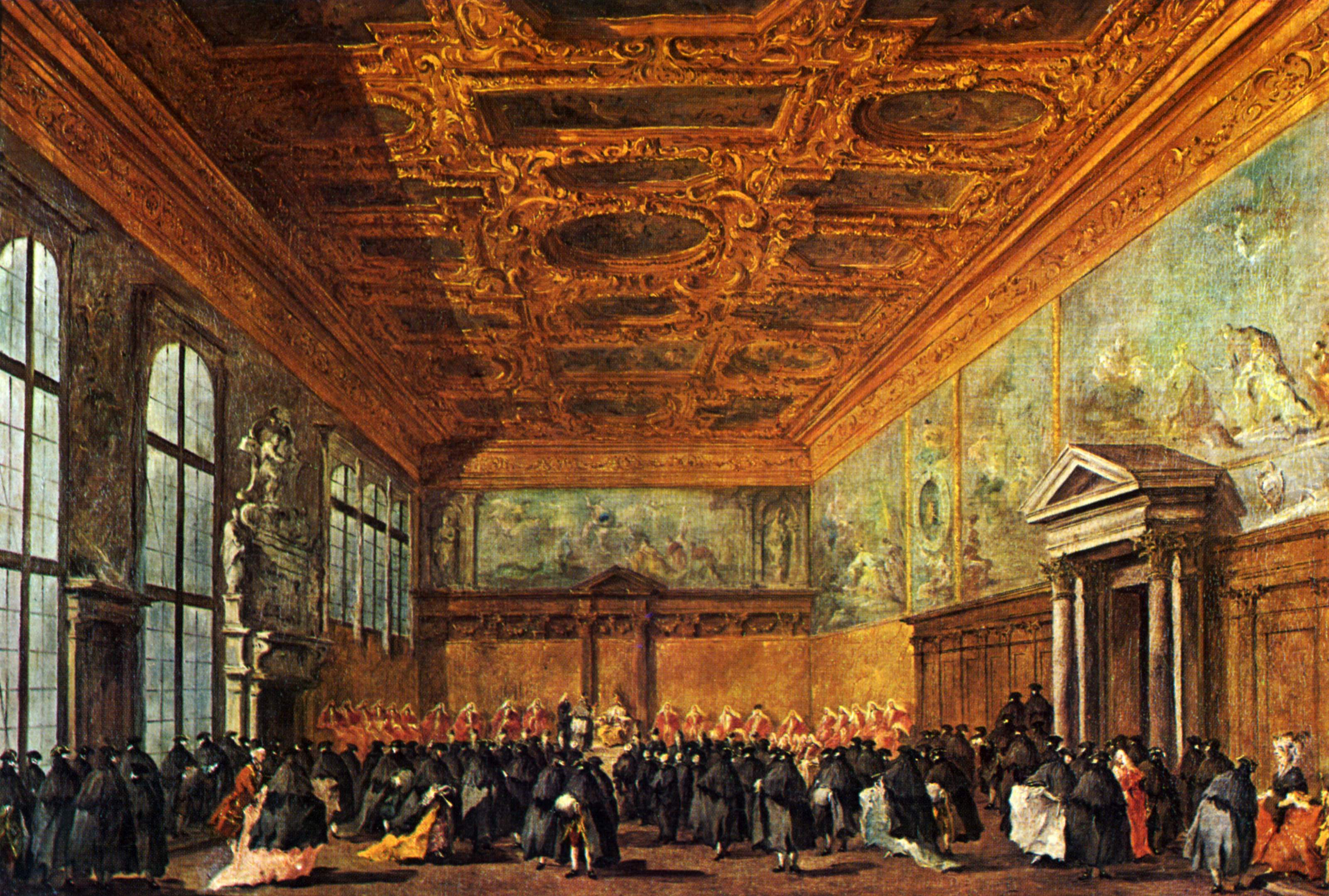
Públic ducal, pintat per Francesco Guardi entre 1770-1775

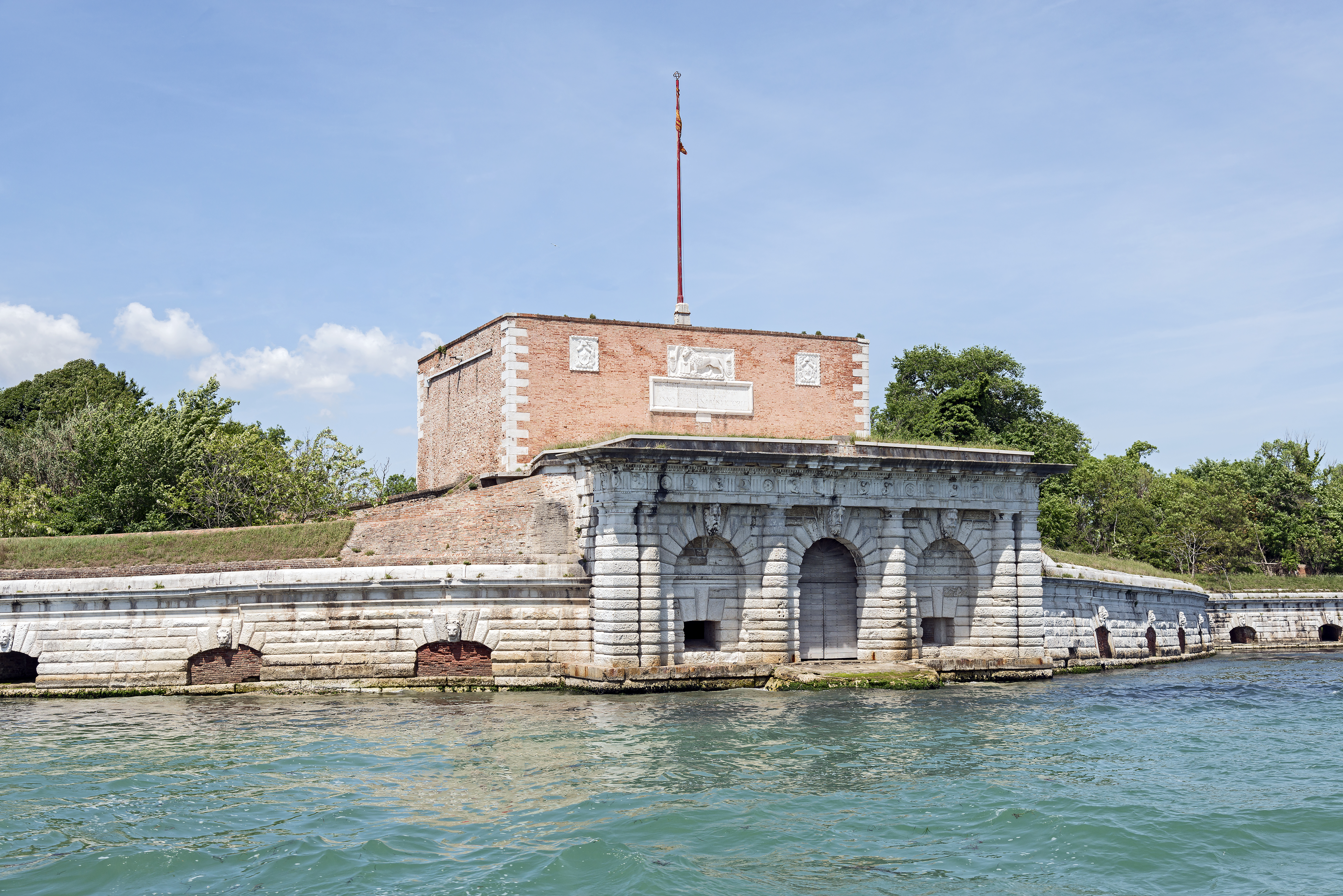
El Fort de Sant' Andrea, l'artilleria del qual va enfonsar el Le Libérateur d'Italie

El 17 d'abril de 1797, Napoleó va signar un armistici preliminar a Leoben, a Estíria, amb els representants de l'emperador de l'exèrcit dels Habsburg, Francesc II. En els annexos secrets del tractat, els territoris de la Terraferma ja eren concedits a l'imperi dels Habsburg, a canvi de la possessió francesa dels Països Baixos austríacs. El mateix dia, però, els esdeveniments es van precipitar a Verona. La població, i una part de les tropes venecianes escampades allí, cansades de l'arrogància i l'opressió franceses, es van aixecar a la revolta. L'episodi, conegut com a "Pasqua Veronesa", va minvar ràpidament les tropes d'ocupació a la defensiva, reduint-les als forts de la ciutat.
El 20 d'abril, tot i que recentment es va reiterar la prohibició dels vaixells de guerra estrangers que entressin a la Llacuna de Venècia, la fragata francesa Le Libérateur d'Italie va intentar arribar a Porto di Lido, l'entrada nord de la Llacuna. Com a resposta, l'artilleria del Fort de Sant'Andrea va obrir foc, va enfonsar el vaixell i va matar el seu capità. Tanmateix, el govern venecià encara dubtava a aprofitar el moment i encara esperava evitar un conflicte obert, fins i tot a la pèrdua de les seves possessions continentals: es va negar a mobilitzar l'exèrcit o enviar reforços a Verona, que es va veure obligada a capitular 24 d'abril.
El dia 25 d'abril, a Napoleó, el dia de la festa del patró de Venècia, Marc (Evangelista), a Graz, els emissaris venecians desconcertats estaven amenaçats obertament per la guerra de Napoleó, que es jactava de tenir 80.000 homes i vint canons preparats per enderrocar la República.
En aquesta ocasió, Napoleó va acusar Venècia d'haver-se negat una aliança amb França, que hauria consentit la restauració de les ciutats rebels, amb l'únic propòsit de mantenir el seu exèrcit sota les armes i, per tant, tallar el camí de retirada per a l'exèrcit francès en cas de derrota.
Durant els pròxims dies, l'exèrcit francès va procedir a ocupar definitivament la Terraferma, fins a les costes de la Llacuna de Venècia. El 30 d'abril, una carta de Napoleó, que ara estava a Palmanova, va informar a la signoria que pretenia alterar el sistema de govern de la República, però es va oferir mantenir-la substancialment. Aquest ultimàtum havia de caducar en quatre dies. El govern venecià va intentar afectar una reconciliació, informant a Napoleó, l'1 de maig, que es proposaria reformar la seva constitució de manera més democràtica, però el 2 de maig els francesos van declarar la guerra a la República.
D'altra banda, el 3 de maig, Venècia va revocar l'ordre general de reclutament per a la cernide de Dalmàcia. Després, en un altre intent d'aplacar Napoleó, el 4 de maig, el Gran Consell de Venècia, amb 704 vots a favor, 12 en contra i 26 abstencions, va decidir acceptar les demandes franceses, inclòs l'arrest del comandant del Fort de Sant "Andrea i els tres Inquisitori di Stato, una institució especialment ofensiva per a les sensibilitats jacobines pel seu paper de garant de la naturalesa oligàrquica de la República veneciana.
El 8 de maig, el dux, Ludovic Manin, va declarar que estava disposat a desposseir les seves insígnies a mans dels líders jacobins, i convidà a tots els magistrats a fer el mateix, tot i que el conseller ducal, Francesco Pesaro, li va instar a fugir a Zadar a Dalmàcia, que encara estava segura en mans venecianes. Venècia encara posseïa una flota i les possessions fidels a Ístria i Dalmàcia, així com les defenses intactes de la ciutat i la seva llacuna. No obstant això, el patriciat es va atemorir davant la perspectiva d'un aixecament popular. Com a resultat, l'ordre es va desmobilitzar fins i tot a les lleials tropes balcàniques (Schiavone) presents a la ciutat. El mateix Pesaro es va veure obligat a escapar de la ciutat, després que el govern va ordenar la seva detenció en un esforç per complaure Napoleó.

## 12 de maig de 1797: la caiguda de la República veneciana
El matí del 12 de maig, entre rumors de conspiracions i l'imminent atac francès, el Gran Consell es va reunir per última vegada. Malgrat la presència de només 537 dels 1.200 patricis que van formar la seva en plenitud dels seus membres i, per tant, la manca de quòrum, el Dux Ludovico Manin va obrir la sessió amb les següents paraules:
| « | Tant com som amb una ànima molt afligida i molesta, fins i tot després d'haver pres amb gairebé unanimitat les dues resolucions anteriors, i havent declarat tan solemnement la voluntat pública, també se'ns resigna a les decisions divines. […] La decisió presentada a vostè no és sinó una conseqüència del que ja s'ha acordat amb els anteriors [...]; però dos articles ens donen la comoditat suprema, veient un assegurament de la nostra Sagrada Religió i, de l'altra, els mitjans de subsistència dels nostres conciutadans [...]. Tot i que el ferro i el foc sempre estan amenaçats si no s'adhereixen a les seves demandes; i en aquest moment estem envoltats per seixanta mil homes caiguts d'Alemanya, victoriosos i alliberats del temor als braços austríacs. […] Per tant, conclurem, com és el cas, recomanant-vos que sempre us tornem al Senyor Déu i a la seva Mare santíssima, de manera que s'assignin, després de tants plagues, que mereixement ens han provat per a la nostra errors, mirar-nos novament amb els ulls de la seva misericòrdia, i aixecar almenys en part les moltes angoixes que ens oprimeixen. - Ludovico Manin | » |

El consell llavors va procedir a examinar les demandes franceses, presentades davant d'ella per alguns jacobins venecians, que van comportar l'abdicació del govern a favor d'un municipi provisional de Venècia (Municipality Provvisoria di Venezia), la plantació a la Plaça de San Marc d'un àrbre de la llibertat, el desembarcament d'un contingent de soldats francesos amb 4.000 efectius, i el lliurament de certs magistrats que havien defensat la resistència. Durant la sessió, l'assemblea va ser duta al pànic al so dels trets de la Plaça de Sant Marc: els Schiavoni van disparar els mosquets en salutació de la bandera de Sant Marc abans d'embarcar-se en un vaixell. Amb tot els aterrits patricis temien que assenyalés un revolta popular. Es va prendre immediatament a la votació, i amb 512 vots a favor, 5 abstencions i 20 en contra, es va declarar abolida la República. A mesura que l'assemblea es dispersava amb pressa, el dux i els magistrats van deposar les seves insígnies i es van presentar al balcó del palau ducal per anunciar la decisió a la multitud reunida. Al final de la proclamació, la multitud va esclatar en plors, no tant pel temor a la revolució dels patricis, sinó per la proclama de Viva San Marco! i Viva la Repubblica!. La multitud va aixecar la bandera de San Marc als tres pals de la plaça, va intentar restablir el Dux i va atacar les cases i propietats dels jacobins venecians. Els magistrats, atemorits d'haver de respondre als francesos, van intentar pacificar a la multitud, i patrulles d'homes de l'Arsenal i trets d'artilleria disparats a Rialto van restaurar l'ordre a la ciutat.

## Ocupació francesa de Venècia

### Últims actes del dux

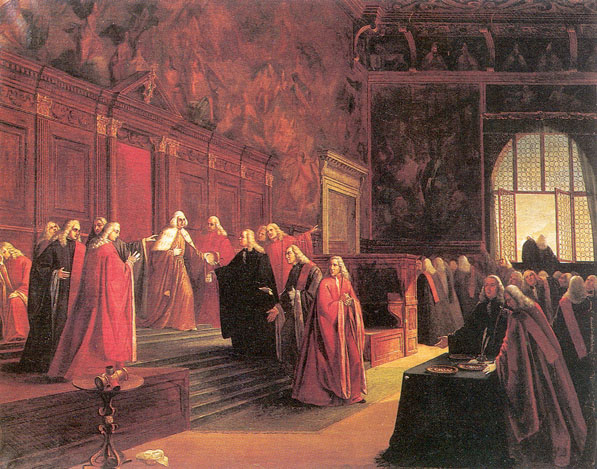
Abdicació de l'últim dux, Ludovico Manin

El matí del 13 de maig, encara en nom del príncep venecià, i amb l'escut d'armes habitual de Sant Marc, es van emetre tres proclames que van amenaçar amb la mort qualsevol que s'atrevís a aixecar-se. Es va ordenar la restitució a la Procuratie dels objectes de valor saquejats i, finalment va reconèixer als líders jacobins com mereixedors de la pàtria.
A l'endemà era l'últim termini de l'armistici concedit per Napoleó que, en cas d'incompliment, els francesos entrarien a la ciutat. Per aquest motiu, es va acordar enviar-los els transports necessaris per portar a 4.000 homes, dels quals 1.200 van ser destinats a Venècia i la resta a les illes i forts que l'envolten.
El 15 de maig, el dux va abandonar per sempre el palau ducal i es va retirar a la residència de la seva família. En l'últim decret de l'antic govern, va anunciar el naixement de la Municipalitat Provisional.

### Establiment de la Municipalitat Provisional
La Municipalitat Provisional es va establir al Palau Ducal, a la sala on el Gran Consell solia convocar-se. El 16 de maig es va anunciar la proclama del nou ordre de coses:
| « | El govern venecià, desitjant donar un màxim grau de perfecció al sistema republicà que durant segles forma la glòria d'aquest país i fer que els ciutadans d'aquesta capital gaudeixin cada cop més d'una llibertat que salvaguarda al mateix temps religió, individus i propietat, i s'acceleraven de recordar a la pàtria els habitants de la Terraferma que s'allunyaven d'ella i que, tanmateix, conservaven per als seus germans a la capital el seu ancoratge ancestral, convençut, a més, que la intenció del govern francès era augmentar el poder i La felicitat del poble venecià, associant la seva destinació amb la dels pobles lliures d'Itàlia, anuncia solemnement a tot Europa, i especialment al poble venecià, la reforma lliure i franca que ha cregut necessària per a la constitució de la República. Només els nobles tenien dret per dret de naixement a l'administració de l'Estat; aquests mateixos nobles avui renuncien voluntàriament a aquest dret, de manera que, en el futur, els més meritoris de tota la nació seran admesos al servei públic. […] L'últim vot dels nobles venecians, fent el sacrifici gloriós dels seus títols, és veure a tots els fills de la pàtria alhora iguals i lliures, per gaudir, en el si de la fraternitat, dels beneficis de la democràcia, i l'honor, des del respecte de les lleis, el títol més sagrat que han adquirit, el dels ciutadans. | » |

El mateix dia a Milà es va signar un tractat de pau humiliant. A petició del municipi, conforme als termes del tractat, les tropes franceses van entrar a la ciutat. Les primeres tropes estrangeres a posar peus a Venècia des de la seva creació un mil·lenni abans. Al mateix temps, les províncies van començar a rebel·lar-se contra l'autoritat de la Municipalitat de Venècia, amb la intenció d'instituir les seves pròpies administracions. L'augment del deute públic, ja no estava recolzat pels ingressos de les seves possessions, i la suspensió dels rendiments bancaris i les altres mesures fiscals van empènyer part de la població a formes d'insubordinació cada cop més explícites. El 4 de juny, a la plaça de Sant Marc, es va aixecar l'Arbre de la Llibertat (Albero della Libertà): durant la cerimònia es va tallar la gonfanó de la República i es va cremar el libro d'oro de la noblesa, mentre que el nou símbol d'un lleó alat amb la inscripció DIRITTI DELL'UOMO E DEL CITTADINO (" Drets de l'home i del ciutadà ").
Un mes més tard, l'11 de juliol, el Gueto de Venècia va ser suprimit, i els jueus de la ciutat van rebre la llibertat per moure's lliurement.

### Pèrdua delStato da Mar

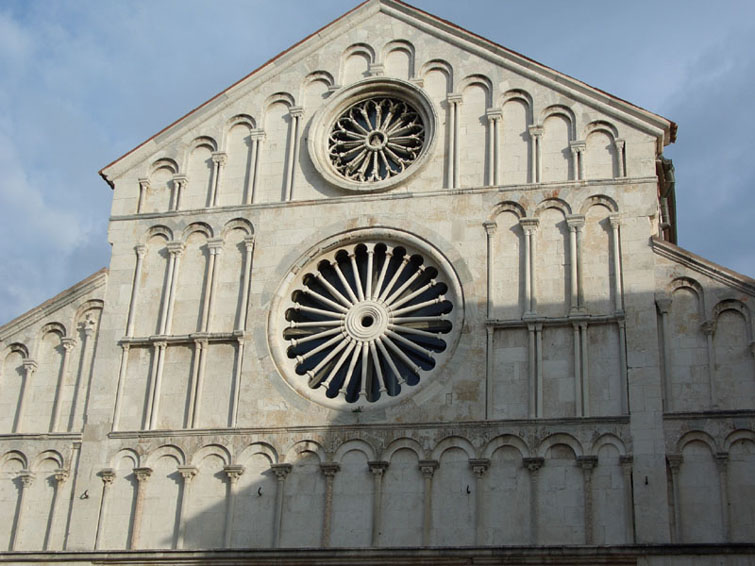
La catedral de Zardar, ciutat ocupada l'1 de juliol de 1797 per Àustria

El 13 de juny, els francesos, temerosos que el municipi no aconseguís mantenir el control de Corfú, van traslladar-se amb una flota de Venècia, amb la intenció de desposseir el venecià provveditore generale da Mar a Corfú, que encara controlava els territoris d'ultramar de la República, tot i establint un règim democràtic. Així, el 27 de juny, es va dictaminar l'organització de la Municipalitat Provisional de les Illes Jòniques.
Mentrestant, a Istria i Dalmàcia, els magistrats venecians i els nobles locals es van negar a reconèixer el nou govern. La flota, que havia repatriat els Schiavoni als seus territoris, hi va romandre ancorada, sense mostrar cap intenció de tornar a la Llacuna, ni deixar-se controlar per la Municipalitat. A Trogir es van saquejar els béns dels pro-revolucionaris, mentre que a Sebenico l'agent consular francès va ser assassinat. La difusió de les notícies sobre els termes acordats a Leoben va conduir la població a impulsar una ocupació ràpida dels austríacs. L'1 de juliol, els austríacs van entrar a Zara, i es van saludar repicant campanes i trets d'artilleria com a salutació. Les banderes de la República, que havien estat voleiant fins aquell moment, es van dirigir en processó a la catedral, on la població els va retre homenatge. A Perasto, que gaudia del títol de fedelissima gonfaloniera ("la més lleial"), la bandera estava enterrada simbòlicament sota l'altar principal, seguit d'un discurs del capità de la guarnició. La totalitat de la costa Istro-Dalmata va passar així a mans d'Àustria, provocant les inútils protestes del Municipi Provisional de Venècia.

### El "Terror" a Venècia
El 22 de juliol, un Comitè de Salut Pública (Comitato di Salute Pubblica), establert per la Municipalitat Provisional de Venècia, va instituir un Consell Penal (Giunta Criminale) per iniciar la repressió de la dissidència política i va decretar la pena de mort per a qui es pronunciés al crit de Viva San Marco!. També es va prohibir la lliure circulació sense permís. El 12 d'octubre, la municipalitat va anunciar el descobriment d'una conspiració contra seva. Això va conduir el general francès Antoine Balland, governador militar de la ciutat, a decretar un estat d'emergència i procedir a la detenció i encarcerament d'ostatges.

## El Tractat de Campoformio i el final de la independència veneciana

### Conclusió del tractat austro-francès

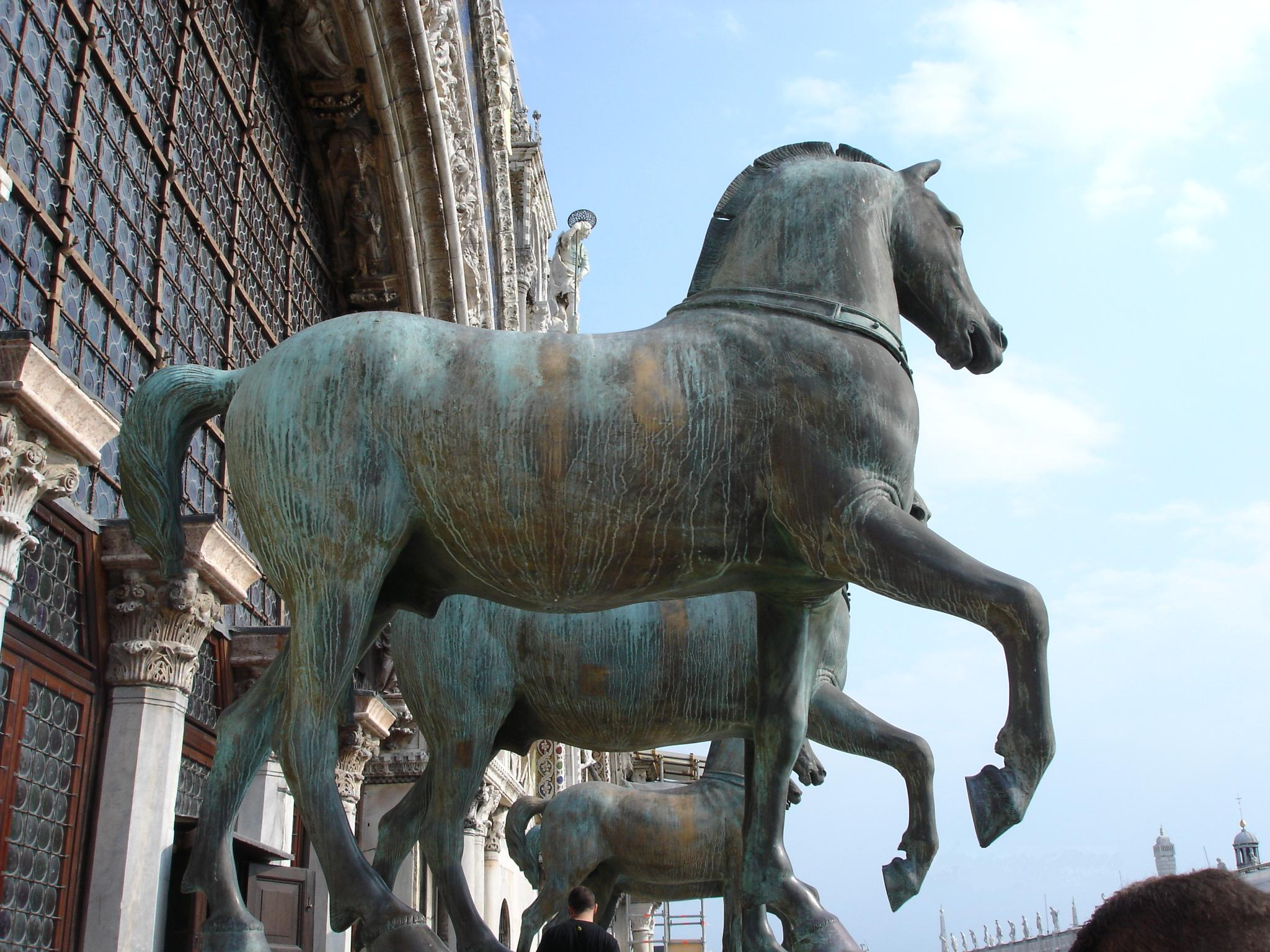
Els Cavalls de Sant Marc, portats pels francesos a París, i retornats només després de la caiguda de Napoleó en 1815

Després del cop d'estat de 18 Fructidor, el 4 de setembre de 1797, els partidaris de la força republicana van prendre el control a França, i van impulsar la represa de les hostilitats amb Àustria. El 29 de setembre, Napoleó va rebre ordres del Directori per anul·lar l'acord de Leoben i emetre un ultimàtum als austríacs, per deixar-los sense cap possibilitat de reprendre el control d'Itàlia. El general, però, va ignorar les seves instruccions i va continuar converses de pau amb els Habsburgs.
Mentrestant, davant la precipitació del deteriorament de la situació política i els riscos derivats de les disposicions de Leoben, les ciutats de la Terraferma van acordar participar en una conferència a Venècia per decidir el destí comú dels antics territoris de la Serenissima Republica. Es va acordar la unió amb la recentment creada República Cisalpina, però els francesos no van seguir l'elecció de la població. L'últim reunió entre francesos i austríacs es va dur a terme el 16 d'octubre a la vila de l'ex-dux Ludovico Manin, a Codroipo. El 17 d'octubre es va signar el Tractat de Campoformio. Així, d'acord amb les clàusules secretes de Leoben, els territoris de la República de Venècia, formalment encara existents com la Municipalitat Provisional, van ser consignats a l'imperi austríac, mentre que el Municipi Provisional i totes les altres administracions jacobines establertes pels francesos van deixar d'existir.
El 28 d'octubre, a Venècia, els ciutadans van ser convocats per la parròquia per expressar la seva acceptació per les decisions franceses, o oposar-s'hi: de 23.568 vots, 10.843 van ser de submissió. Mentre els caps del Municipi Provisional intentaven resistir, enviant emissaris a París, les activitats dels agents austríacs i el patriciat deposat ja havien obert el camí cap a l'ocupació austríaca. Els enviats de la Municipalitat Provisional van ser arrestats a Milà i enviats a casa.

### L'espoli de Venècia i el lliurament a Àustria

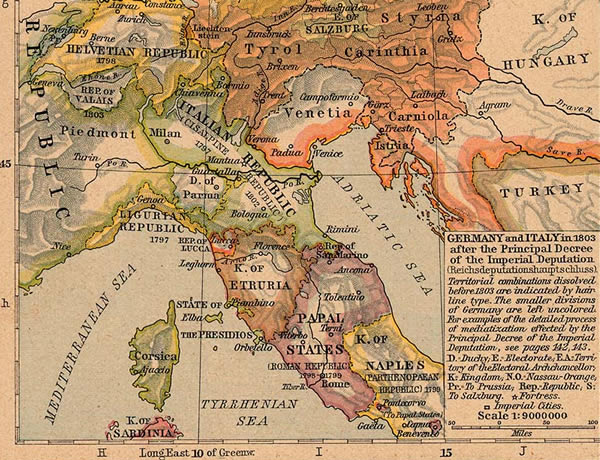
Mapa del Nord d'Itàlia, el 1803

El 21 de novembre, durant la tradicional Festa della Salute, els representants de la municipalitat van ser públicament reprimits pel poble per haver abandonat el poder, mentre que els ocupants francesos es van lliurar a un saqueig desenfrenat. Dels 184 vaixells a l'Arsenal, els ja equipats van ser enviats a Toló, i la resta es van enfonsar, posant fi a la marina veneciana. Per privar a Àustria de qualsevol benefici, les revistes de la flota van ser saquejades, els dos mil treballadors de l'Arsenal van ser acomiadats i tot el complex es va incendiar.
Es van buidar els contingents valuosos i obres d'art d'esglésies, convents i nombrosos palaus. El palau de la moneda (Palazzo della Zecca) i la tresoreria de l'església de Sant Marc van ser confiscats, mentre que la galera cerimonial del Dux, el Bucintoro, va ser despullada de totes les seves escultures, que es van cremar a l'illa de San Giorgio Maggiore per recuperar la seva gerra d'or. Fins i tot els Cavalls de Sant Marc es van transportar a París, mentre que els ciutadans particulars van ser empresonats i obligats a lliurar la seva riquesa a canvi de la seva llibertat.
El 28 de desembre, l'exèrcit francès i un comitè de policia van prendre el poder, fins a l'entrada de tropes austríaques a la ciutat el 18 de gener de 1798

## Resultats

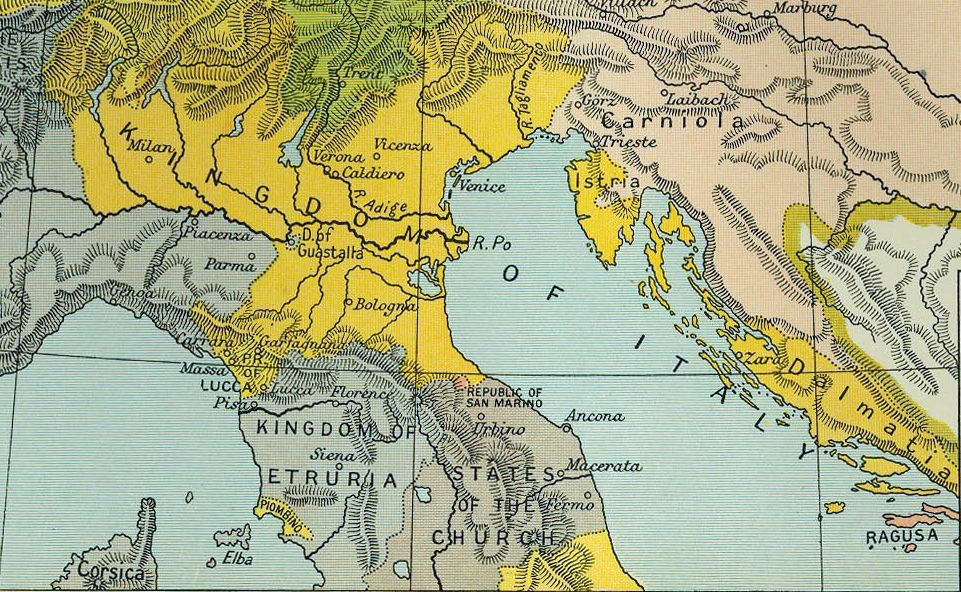
El Regne d'Itàlia de Napoleó en 1807, durant el breu període en què Dalmàcia en va formar part, abans de convertir-se en les províncies il·liries del Primer Imperi Francès

L'administració austríaca no va durar gaire. El 18 de març de 1805, pel Tractat de Pressburg es va cedir la Província veneciana dels Habsburgs a França. El 26 de maig, Napoleó havent estat nomenat Emperador dels Francesos l'any anterior, i va ser coronat Rei d'Itàlia amb la Corona de Ferro de Llombardia a Milà.
Venècia va tornar així al control francès. Napoleó va suprimir les ordres religioses i va començar obres públiques a gran escala en una ciutat que es convertiria en una de les capitals del seu imperi. A la plaça de Sant Marc, es va construir una nova ala, en el que havia de ser una residència reial per a Napoleó: l'Ala Napoleònica o Procuratie Nuovissime. Es va obrir una nova avinguda a la ciutat, la Via Eugenia (reanomenada Via Garibaldi el 1866), que portava el nom del fillastre de Napoleó i virrei Eugène de Beauharnais.
En 1807, es va suprimir el càrrec de Primicerius de Sant Marc, i la basílica es va convertir en la catedral del Patriarcat de Venècia. En 1808, Dalmàcia també va ser annexada al Regne napoleònic d'Itàlia, i es va establir un Provveditore generale di Dalmazia fins al 1809. Després del Tractat de Schönbrunn, Dalmàcia va passar sota l'administració francesa directa com a Províncies I·liriques.
El segon període del domini francès va acabar amb la caiguda de Napoleó en la Guerra de la Sisena Coalició. El 20 d'abril de 1814, Venècia va tornar a Àustria, i amb el col·lapse del Regne d'Itàlia, tot el Veneto el va seguir. La regió va ser incorporada al Regne de Llombardia-Venècia l'any 1815.